# Triókhretxni
Triókhretxni - Трёхречный (rus) és un possiólok de la República d'Adiguèsia, a Rússia. Es troba a 23 km al nord-est de Tulski i a 23 km a l'est de Maikop, la capital de la república.
Pertany al municipi de Kujórskaia.